# Elmar Kraushaar
Elmar Kraushaar (* 11. August 1950 in Niederurff) ist ein deutscher Journalist und Schriftsteller.

## Leben und Ausbildung
Geboren im nordhessischen Niederurff, wuchs Elmar Kraushaar im benachbarten Dorf Gilsa auf. Sein Bruder ist der Politikwissenschaftler Wolfgang Kraushaar. Er besuchte zunächst die König-Heinrich-Schule in Fritzlar und absolvierte dann das Abitur am Theodor-Heuss-Gymnasium in Homberg/Efze. Von 1971 bis 1979 studierte er in Berlin an der Freien Universität (FU) Romanistik und Germanistik. 1973/74 war er an der Universität von Lille/Frankreich als „professeur assistant“ tätig. 
Zwischenzeitlich lebte er in Wolfhagen-Ippinghausen.
Elmar Kraushaar lebt mit seinem Mann, dem Journalisten Hans-Hermann Kotte, im Hansaviertel in Berlin-Tiergarten.

## Politisches Engagement
Gleich nach seiner Ankunft in Berlin wurde er Mitglied der Homosexuellen Aktion Westberlin (HAW), einer der aktivsten deutschen Schwulengruppen der frühen 1970er Jahre.

## Berufliche Tätigkeiten und Veröffentlichungen
Als Journalist arbeitete Elmar Kraushaar zunächst als Redakteur bei der Berliner Schwulenzeitschrift Siegessäule mit. Ab 1986 war er Redakteur bei der Berliner tageszeitung (taz), von wo er 1990 zu RIAS TV wechselte. Im Zuge der Auflösung des RIAS wechselte er 1992 zu DW-TV, dem Auslandsfernsehsender der Deutschen Welle. Hier arbeitete er bis 2005, zunächst als Reporter, später in der Nachrichtenredaktion. Daneben war er von 1992 bis 1997 freier Mitarbeiter des Nachrichtenmagazins Der Spiegel mit den Themenschwerpunkten Homosexualität und AIDS. Er ist Autor der viel beachteten monatlichen Kolumne Der homosexuelle Mann…, in der er gesellschaftliche Verhältnisse und schwule Verhaltensweisen und Organisationsformen kritisch beleuchtete. Sie erschien zuerst ab 1985 in der Siegessäule, später in Magnus und von Februar 1995 bis Dezember 2015 in der Rubrik Die Wahrheit in der taz. Kurze Zeit gab es dort ein weibliches Pendant von Viola Roggenkamp, bis sie sich anderen Arbeiten zuwendete. Unter dem gleichen Titel kam im März 2004 ein Buch mit einer Auswahl aus diesen Beiträgen beim Männerschwarmskript-Verlag heraus.
Kraushaars erstes Buch erschien 1977 im Verlag Rosa Winkel und hatte den Titel Schwule Lyrik – schwule Prosa. Zusammen mit Matthias Frings gab er 1982 die Bücher Männer.Liebe und Heiße Jahre beim Rowohlt Taschenbuch Verlag heraus. An dem von Matthias Frings ebenfalls bei Rowohlt herausgegebenen Buch Liebesdinge arbeitete er mit.
Bis heute ist er als Buchautor sowie als freier Mitarbeiter verschiedener Tageszeitungen (Frankfurter Rundschau, Berliner Zeitung, Tagesspiegel) tätig.
Als großer Freund des deutschen und internationalen Schlagers gab er das Buch Rote Lippen heraus und veröffentlichte Schriften und CDs zu bekannten deutschen Schlagerstars.

## Werke
- als Hrsg.: Schwule Lyrik, Schwule Prosa – Eine Anthologie. Verlag Rosa Winkel, Berlin 1977, ISBN 3-921495-04-0.
- Männer, Liebe – ein Handbuch für Schwule und alle, die es werden wollen. Rororo-Verlag, Reinbek 1982, ISBN 3-499-17658-0.
- Rote Lippen – die ganze Welt des deutschen Schlagers. Rororo Verlag, Reinbek 1983, ISBN 3-499-15087-5.
- Heisse Jahre. Das Ding mit der Pubertät. Rororo-Verlag, Reinbek 1983, ISBN 3-499-20345-6.
- mit Matthias T. J. Grimme: Die ungleichen Brüder. Zum Verhältnis zwischen schwulen und heterosexuellen Männern. Rororo-Verlag, Reinbek 1988, ISBN 3-499-18226-2.
- „Nebenwidersprüche“. Die neue Linke und die Schwulenfrage in der Bundesrepublik der siebziger und achtziger Jahre. In: Detlef Grumbach (Hrsg.): Die Linke und ihr Laster – schwule Emanzipation und linke Vorurteile. MännerschwarmSkriptverlag, Hamburg 1995, ISBN 3-928983-30-X.
- Schwule Listen – Namen, Daten und Geschichten. Rororo Verlag, Reinbek 1994, ISBN 3-499-17917-2.
- als Hrsg.: Hundert Jahre schwul – eine Revue. Rowohlt, Berlin 1997, ISBN 3-87134-307-2.
- Der homosexuelle Mann … – Anmerkungen und Beobachtungen aus zwei Jahrzehnten. MännerschwarmSkriptverlag, Hamburg 2004, ISBN 3-935596-35-9.
- Freddy Quinn. Ein unwahrscheinliches Leben. Atrium Verlag, Zürich 2011, ISBN 978-3-85535-390-3.
- Störenfried – 40 Jahre Homo-Journalismus. Querverlag Berlin 2016, ISBN 978-3-89656-245-6